# هاچیف (روستا)
هاچیف (روستا) (به لاتین: Haczów) یک روستا در جنوب لهستان است و جزء میراث جهانی یونسکو در لهستان می‌باشد.

## خصوصیات
هاچیف ۳٬۳۷۰ نفر جمعیت دارد و ۲۸۴ متر بالاتر از سطح دریا واقع شده‌است.